# Mieczysław Szymański
Mieczysław Szymański (ur. 8 listopada 1903 w Warszawie, zm. 22 września 1990 tamże) – polski malarz i rysownik.

## Życiorys
Urodził się w rodzinie Władysława i Emilii z Kwiatkowskich. Od 1927 studiował na Wydziale Malarstwa w Szkole Sztuk Pięknych w Warszawie pod kierunkiem Tadeusza Pruszkowskiego, należał do ugrupowań Loża Wolnomalarska i Powiśle. Po ukończeniu nauki w 1932 tworzył pejzaże, martwe natury, sceny rodzajowe i kompozycje groteskowe charakteryzujące się nastrojowością, które uczestniczyły w wystawach w Instytucie Propagandy Sztuki (w 1934 otrzymał nagrodę IPS). Poza malarstwem przedmiotem jego zainteresowania była tkanina artystyczna, podczas wystawy w Paryżu w 1937 otrzymał Grand Prix.
Po II wojnie światowej mieszkał w Łodzi, gdzie poświęcił się pracy pedagogicznej oraz tworzeniu artystycznych makat i kilimów, za które w 1955 wyróżniono go Nagrodą Państwową II stopnia. W latach 1949–1974 kierował Pracownią Klasycznych Technik Tkackich na Wydziale Malarstwa warszawskiej Akademii Sztuk Pięknych.
Od 6 sierpnia 1934 był mężem Ludwiki (1912–1984).
Zmarł w Warszawie, spoczął obok żony na cmentarzu na Tarchominie (kwatera 28/3/16, grób 4392).

## Ordery i odznaczenia
- Krzyż Kawalerski Orderu Odrodzenia Polski (11 lipca 1955)[5]
- Złoty Krzyż Zasługi (22 lipca 1952)[6]
- Medal 10-lecia Polski Ludowej (19 stycznia 1955)[7]